# Mark Andrews (giocatore di football americano)
Mark Andrews (Scottsdale, 6 settembre 1996) è un giocatore di football americano statunitense che milita nel ruolo di tight end per i Baltimore Ravens della National Football League  (NFL).

## Carriera professionistica

### Baltimore Ravens
Andrews fu scelto nel corso del terzo giro (86º assoluto) del Draft NFL 2018 dai Baltimore Ravens. Debuttò come professionista nella gara del primo turno contro i Buffalo Bills, ricevendo 3 passaggi per 31 yard nella vittoria per 47–3. Il 13 settembre segnò il suo primo touchdown su passaggio del quarterback Joe Flacco nella sconfitta per 34–23 contro i Cincinnati Bengals. La sua prima stagione si chiuse con 34 ricezioni per 552 yard e 3 touchdown.
Nel primo turno della stagione 2019 contro i Miami Dolphins, Andrews ricevette 8 passaggi per 108 yard e un touchdown da Lamar Jackson nella vittoria per 59-10. Sette giorni dopo contro gli Arizona Cardinals ricevette altri 8 passaggi per 112 yard e un touchdown nella vittoria per 23-17. A fine stagione fu convocato per il suo primo Pro Bowl dopo essersi classificato secondo nella NFL con 10 touchdown su ricezione.
Nel 2021 Andrews fu convocato per il suo secondo Pro Bowl e inserito nel First-team All-Pro dopo essersi classificato quinto nella NFL con 107 ricezioni e avere guidato tutti i tight end della lega con 1.361 yard ricevute.
Nel 2022 Andrews fu convocato per il suo terzo Pro Bowl dopo avere fatto registrare 73 ricezioni per 847 yard e 5 marcature.
Nel quarto turno della stagione 2023, Andrews segnò due touchdown nella vittoria sui Browns. Nell'anticipo della settimana 11 contro i Bengals subì un infortunio alla caviglia che gli fece perdere il resto della stagione.
Nel settimo turno della stagione 2024, Andrews superó Todd Heap diventando il leader di tutti i tempi dei Ravens per touchdown su ricezione in carriera, con 43.

## Palmarès
- Convocazioni al Pro Bowl: 3

2019, 2021, 2022
- First-team All-Pro: 1

2021